# Primera divisió espanyola de futbol 2023-2024
La temporada 2023-2024 de la lliga espanyola de futbol, també coneguda com a La Liga EA Sports per motius de patrocini, va ser la temporada número 93 de La Liga, la principal competició de futbol d'Espanya. Va començar l'11 d'agost de 2023 i va acabar el 26 de maig de 2024. El FC Barcelona defensava el títol, després d'haver guanyat la seva 27a lliga la temporada anterior.
El 4 de maig de 2024, el Reial Madrid es va proclamar campió, a manca de quatre partits, després de la derrota del Barça per 4–2 contra el Girona FC, i va obtenir així el seu 36è títol.

## Equips

### Ascens i descens (pretemporada)
Un total de vint equips disputen la lliga, inclosos disset equips de la temporada 2022–23 i tres promocionats de la Segona divisió. Això inclou els dos primers equips de la Segona Divisió i els guanyadors dels play-off d'ascens.
Equips descendits a Segona Divisió
El primer equip que va baixar de la Lliga va ser l'Elx CF, després de la derrota per 2-1 davant la UD Almería el 2 de maig de 2023, posant fi a la seva estada de tres anys a primera. El segon equip que va baixar va ser el RCD Espanyol, després d'un empat a 2 contra el València CF el 28 de maig de 2023, posant fi a la seva estada de dos anys a primera. El tercer i últim equip descendit a Segona va ser el Valladolid, després d'un empat 0-0 contra el Getafe CF el 4 de juny de 2023, posant fi a la seva estada d'un any al primer nivell.
Equips ascendits a primera divisió
Els dos primers equips que van aconseguir l'ascens de Segona Divisió van ser el Granada CF i la UD Las Palmas, que van ser primers i segons respectivament. El Granada va tornar a la Lliga després d'un any d'absència, mentre que Las Palmas va tornar després de cinc anys d'absència. El tercer i últim equip que va ascendir va ser el Alavés, després de guanyar la final del play-off contra el Llevant UE el 17 de juny de 2023, tornant després d'un any d'absència.
| Ascens des de Segona divisió    | Descens des de Primera divisió       |
| ------------------------------- | ------------------------------------ |
| Granada CF UD Las Palmas Alavés | Reial Valladolid RCD Espanyol Elx CF |

### Estadis i emplaçaments
| Equip             | Ubicació      | Estadi                        | Capacitat |
| ----------------- | ------------- | ----------------------------- | --------- |
| Alavés            | Vitòria       | Mendizorrotza                 | 19.840    |
| UD Almería        | Almeria       | Power Horse Stadium           | 15.000    |
| Athletic Club     | Bilbao        | San Mamés                     | 53.289    |
| Atlètic de Madrid | Madrid        | Cívitas Metropolitano         | 70.000    |
| FC Barcelona      | Barcelona     | Estadi Olímpic Lluís Companys | 49.472    |
| Cadis CF          | Cadis         | Nuevo Mirandilla              | 20.724    |
| Celta de Vigo     | Vigo          | Abanca-Balaídos               | 29.000    |
| Getafe CF         | Getafe        | Coliseum Alfonso Pérez        | 16.500    |
| Girona FC         | Girona        | Montilivi                     | 13.400    |
| Granada CF        | Granada       | Nuevo Los Cármenes            | 19.189    |
| UD Las Palmas     | Las Palmas    | Gran Canaria                  | 31.250    |
| RCD Mallorca      | Palma         | Son Moix                      | 23.142    |
| CA Osasuna        | Pamplona      | El Sadar                      | 23.576    |
| Rayo Vallecano    | Madrid        | Vallecas                      | 14.708    |
| Reial Betis       | Sevilla       | Benito Villamarín             | 60.721    |
| Reial Madrid      | Madrid        | Santiago Bernabéu             | 83.186    |
| Reial Societat    | Sant Sebastià | Reale Arena                   | 39.500    |
| Sevilla FC        | Sevilla       | Ramón Sánchez Pizjuán         | 43.883    |
| València CF       | València      | Mestalla                      | 49.430    |
| Vila-real CF      | Vila-real     | Estadi de la Ceràmica         | 23.008    |

### Personal i patrocini
| Equip              | Entrenador            | Capità           | Fabricant de la samarreta | Espònsor(s)            | Espònsor(s) secundari(s)   |
| ------------------ | --------------------- | ---------------- | ------------------------- | ---------------------- | -------------------------- |
| Alavés             | Luis García           | Víctor Laguardia | Puma                      | LEA                    |                            |
| Almería            | Pepe Mel              | Srđan Babić      | Castore                   | Khaled Juffali Company |                            |
| Athletic Club      | Ernesto Valverde      | Iker Muniain     | Castore                   | Kutxabank              |                            |
| Atlético de Madrid | Diego Simeone         | Koke             | Nike                      | WhaleFin               |                            |
| Barcelona          | Xavi Hernández        | Sergi Roberto    | Nike                      | Spotify                | UNHCR1, Ambilight TV2      |
| Cádiz              | Mauricio Pellegrino   | José Mari        | Macron                    | Digi Communications    |                            |
| Celta de Vigo      | Claudio Giráldez      | Iago Aspas       | Adidas                    | Estrella Galicia 0,0   |                            |
| Getafe             | José Bordalás         | Djené            | Joma                      | Tecnocasa Group        |                            |
| Girona             | Míchel                | Cristhian Stuani | Puma                      | Gosbi                  |                            |
| Granada            | José Ramon Sandoval   | Víctor Díaz      | Adidas                    | None                   |                            |
| Las Palmas         | García Pimienta       | Jonathan Viera   | Hummel                    | Gran Canaria           |                            |
| Mallorca           | Javier Aguirre        | Antonio Raíllo   | Nike                      | αGEL                   |                            |
| Osasuna            | Jagoba Arrasate       | David García     | Adidas                    | Kosner                 | HR Motor1                  |
| Rayo Vallecano     | Iñigo Pérez           | Óscar Trejo      | Umbro                     | Digi Communications    |                            |
| Real Betis         | Manuel Pellegrini     | Andrés Guardado  | Hummel                    | Finetwork              | Reale Seguros2             |
| Real Madrid        | Carlo Ancelotti       | Nacho            | Adidas                    | Emirates               |                            |
| Real Sociedad      | Imanol Alguacil       | Mikel Oyarzabal  | Macron                    | None                   | Reale Seguros,2 Finetwork3 |
| Sevilla            | Quique Sánchez Flores | Jesús Navas      | Castore                   | DEGIRO                 |                            |
| València           | Rubén Baraja          | José Gayà        | Puma                      | TM Real Estate Group   |                            |
| Vila-real          | Marcelino             | Raúl Albiol      | Joma                      | Pamesa Cerámica        |                            |

1. ^ A l'esquena de la samarreta.
2. ^ A les mànigues.
3. ^ Als pantalons.

### Canvis d'entrenador
| Equip          | Entrenador sortint   | Manera de sortida   | Data de vacant   | Posició a la taula | Entrenador entrant          | Data d'entrada   |
| -------------- | -------------------- | ------------------- | ---------------- | ------------------ | --------------------------- | ---------------- |
| Almería        | Rubi                 | Fi de contracte     | 30 juny 2023     | Pretemporada       | Vicente Moreno              | 17 juny 2023     |
| Celta          | Carlos Carvalhal     | Fi de contracte     | 30 juny 2023     | Pretemporada       | Rafael Benítez              | 23 juny 2023     |
| Rayo Vallecano | Andoni Iraola        | Fi de contracte     | 30 juny 2023     | Pretemporada       | Francisco                   | 28 juny 2023     |
| Vila-real      | Quique Setién        | Cessat              | 5 setembre 2023  | 15è                | Pacheta                     | 9 setembre 2023  |
| Almería        | Vicente Moreno       | Cessat              | 29 setembre 2023 | 20è                | Alberto Lasarte (assistent) | 29 setembre 2023 |
| Sevilla        | José Luis Mendilibar | Cessat              | 8 octubre 2023   | 14è                | Diego Alonso                | 10 octubre 2023  |
| Almería        | Alberto Lasarte      | Fi de l'interinatge | 8 octubre 2023   | 20è                | Gaizka Garitano             | 8 octubre 2023   |
| Vila-real      | Pacheta              | Cessat              | 10 novembre 2023 | 13è                | Miguel Ángel Tena (interí)  | 10 novembre 2023 |
| Vila-real      | Miguel Ángel Tena    | Fi de l'interinatge | 13 novembre 2023 | 14è                | Marcelino García Toral      | 13 novembre 2023 |
| Granada        | Paco López           | Cessat              | 26 novembre 2023 | 19è                | Alexander Medina            | 27 novembre 2023 |
| Sevilla        | Diego Alonso         | Cessat              | 16 desembre 2023 | 16è                | Quique Sánchez Flores       | 18 desembre 2023 |
| Cádiz          | Sergio               | Cessat              | 23 gener 2024    | 18è                | Mauricio Pellegrino         | 24 gener 2024    |
| Rayo Vallecano | Francisco            | Cessat              | 13 febrer 2024   | 14è                | Iñigo Pérez Soto            | 15 febrer 2024   |
| Celta          | Rafael Benítez       | Cessat              | 12 març 2024     | 17è                | Claudio Giráldez            | 12 març 2024     |
| Almería        | Gaizka Garitano      | Cessat              | 13 març 2024     | 20è                | Pepe Mel                    | 13 març 2024     |
| Granada        | Alexander Medina     | Cessat              | 19 març 2024     | 19è                | José Ramón Sandoval         | 19 març 2024     |

## Classificació
| Pos | Equip             | PJ | PG | PE | PP | GF | GC | DG  | Pts | Classificació o descens                                    |
| --- | ----------------- | -- | -- | -- | -- | -- | -- | --- | --- | ---------------------------------------------------------- |
| 1   | Reial Madrid      | 38 | 29 | 8  | 1  | 87 | 26 | +61 | 95  | Classificació per la Fase de lliga de la Lliga de Campions |
| 2   | FC Barcelona      | 38 | 26 | 7  | 5  | 79 | 44 | +35 | 85  | Classificació per la Fase de lliga de la Lliga de Campions |
| 3   | Girona FC         | 38 | 25 | 6  | 7  | 85 | 46 | +39 | 81  | Classificació per la Fase de lliga de la Lliga de Campions |
| 4   | Atlètic de Madrid | 38 | 24 | 4  | 10 | 70 | 43 | +27 | 76  | Classificació per la Fase de lliga de la Lliga de Campions |
| 5   | Athletic Club     | 38 | 19 | 11 | 8  | 61 | 37 | +24 | 68  | Classificació per la Fase de lliga de la Lliga Europa      |
| 6   | Reial Societat    | 38 | 16 | 12 | 10 | 51 | 39 | +12 | 60  | Classificació per la Fase de lliga de la Lliga Europa      |
| 7   | Reial Betis       | 38 | 14 | 15 | 9  | 48 | 45 | +3  | 57  | Classificació per la Lliga Europa Conferència de la UEFA   |
| 8   | Vila-real CF      | 38 | 14 | 11 | 13 | 65 | 65 | 0   | 53  |                                                            |
| 9   | València CF       | 38 | 13 | 10 | 15 | 40 | 45 | −5  | 49  |                                                            |
| 10  | Alavés            | 38 | 12 | 10 | 16 | 36 | 46 | −10 | 46  |                                                            |
| 11  | CA Osasuna        | 38 | 12 | 9  | 17 | 45 | 56 | −11 | 45  |                                                            |
| 12  | Getafe CF         | 38 | 10 | 13 | 15 | 42 | 54 | −12 | 43  |                                                            |
| 13  | Celta de Vigo     | 38 | 10 | 11 | 17 | 46 | 57 | −11 | 41  |                                                            |
| 14  | Sevilla FC        | 38 | 10 | 11 | 17 | 48 | 54 | −6  | 41  |                                                            |
| 15  | RCD Mallorca      | 38 | 8  | 16 | 14 | 33 | 44 | −11 | 40  |                                                            |
| 16  | UD Las Palmas     | 38 | 10 | 10 | 18 | 33 | 47 | −14 | 40  |                                                            |
| 17  | Rayo Vallecano    | 38 | 8  | 14 | 16 | 29 | 48 | −19 | 38  |                                                            |
| 18  | Cadis CF          | 38 | 6  | 15 | 17 | 26 | 55 | −29 | 33  | Descens a la Segona divisió                                |
| 19  | UD Almería        | 38 | 3  | 12 | 23 | 43 | 75 | −32 | 21  | Descens a la Segona divisió                                |
| 20  | Granada CF        | 38 | 4  | 9  | 25 | 38 | 79 | −41 | 21  | Descens a la Segona divisió                                |

## Nombre d'equips per comunitats autònomes
| Classificació | Comunitat Autònoma  | Número | Equips                                                     |
| ------------- | ------------------- | ------ | ---------------------------------------------------------- |
| 1             | Andalusia           | 5      | UD Almería, Cadis CF, Granada CF, Reial Betis, Sevilla FC  |
| 2             | Comunitat de Madrid | 4      | Atlètic de Madrid, Getafe CF, Rayo Vallecano, Reial Madrid |
| 3             | País Basc           | 3      | Alavés, Athletic Club, Reial Societat                      |
| 4             | Catalunya           | 2      | FC Barcelona, Girona FC                                    |
| 4             | País Valencià       | 2      | València CF, Vila-real CF                                  |
| 6             | Illes Balears       | 1      | RCD Mallorca                                               |
| 6             | Illes Canàries      | 1      | UD Las Palmas                                              |
| 6             | Galícia             | 1      | Celta de Vigo                                              |
| 6             | Navarra             | 1      | CA Osasuna                                                 |

## Estadístiques

### Gols
- Primer gol de la temporada:
  -  Isi Palazón a la UD Almeria 0-2 Rayo Vallecano de la jornada 1 (11 d'agost del 2023)
- Darrer gol de la temporada:
  -  Fermín López al Sevilla CF 1-2 FC Barcelona de la jornada 38 (26 de maig del 2024)
- Hat-tricks:
  -  Luis Suárez a l'UD Almeria 3-3 Granada CF de la jornada 8 (1 d'octubre del 2023)
  -  Antoine Griezmann al Celta de Vigo 0-3 Atlètic de Madrid de la jornada 10 (21 d'octubre del 2023)
  -  José Luis Morales al Vila-real CF 3-1 Osasuna de la jornada 14 (26 de novembre del 2023)
  -  Álvaro Morata al Girona FC 4-3 Atlètic de Madrid de la jornada 19 (3 de gener del 2024)
  -  Ferran Torres al Reial Betis 2-4 FC Barcelona de la jornada 21 (21 de gener del 2024)
  -  Artem Dòvbik al Girona FC 5-1 Sevilla CF de la jornada 21 (21 de gener del 2024)
  -  Alexander Sørloth al Vila-real CF 5-1 Granada CF de la jornada 27 (3 de març del 2024)
  -  Robert Lewandowski al FC Barcelona 4-2 València CF de la jornada 33 (29 d'abril del 2024)
  -  Antoine Griezmann al Getafe CF 0-3 Atlètic de Madrid de la jornada 36 (15 de maig del 2024)
  -  Alexander Sørloth (4 gols) al Vila-real CF 4-4 Reial Madrid de la jornada 37 (19 de maig del 2024)
  -  Artem Dòvbik al Girona FC 7-0 Granada CF de la jornada 38 (24 de maig del 2024)

### Golejadors
| Lloc | Jugador            | Club              | Gols |
| ---- | ------------------ | ----------------- | ---- |
| 1    | Artem Dòvbik       | Girona            | 24   |
| 2    | Alexander Sørloth  | Vila-real         | 23   |
| 3    | Jude Bellingham    | Reial Madrid      | 19   |
| 3    | Robert Lewandowski | Barcelona         | 19   |
| 5    | Ante Budimir       | Osasuna           | 17   |
| 6    | Antoine Griezmann  | Atlètic de Madrid | 16   |
| 6    | Youssef En-Nesyri  | Sevilla           | 16   |
| 8    | Borja Mayoral      | Getafe            | 15   |
| 8    | Vinícius Júnior    | Reial Madrid      | 15   |
| 8    | Álvaro Morata      | Atlètic de Madrid | 15   |
| 11   | Gorka Guruzeta     | Athletic Club     | 14   |
| 12   | 2 jugadors         | 2 jugadors        | 13   |

### Assistències
| Lloc | Jugador            | Club          | Assistències |
| ---- | ------------------ | ------------- | ------------ |
| 1    | Álex Baena         | Vila-real     | 14           |
| 2    | Nico Williams      | Athletic Club | 11           |
| 3    | Sávio              | Girona        | 10           |
| 3    | Iago Aspas         | Celta de Vigo | 10           |
| 5    | Raphinha           | Barcelona     | 9            |
| 5    | İlkay Gündoğan     | Barcelona     | 9            |
| 6    | Robert Lewandowski | Barcelona     | 8            |
| 6    | Artem Dòvbik       | Girona        | 8            |
| 6    | Yan Couto          | Girona        | 8            |
| 6    | Toni Kroos         | Reial Madrid  | 8            |
| 11   | 4 jugadors         | 4 jugadors    | 7            |

## Premis

### Premis mensuals
| Mes      | Jugador del Mes    | Jugador del Mes   | Entrenador del Mes | Entrenador del Mes | Gol del Mes     | Gol del Mes       | Referències          |
| Mes      | Jugador            | Club              | Entrenador         | Club               | Jugador         | Club              | Referències          |
| -------- | ------------------ | ----------------- | ------------------ | ------------------ | --------------- | ----------------- | -------------------- |
| Agost    | Jude Bellingham    | Reial Madrid      | Carlo Ancelotti    | Reial Madrid       | Memphis Depay   | Atlètic de Madrid | [ 35 ] [ 36 ] [ 37 ] |
| Setembre | Takefusa Kubo      | Reial Societat    | Míchel             | Girona             | João Cancelo    | FC Barcelona      | [ 38 ] [ 39 ] [ 40 ] |
| Octubre  | Jude Bellingham    | Reial Madrid      | Diego Simeone      | Atlètic de Madrid  | Saúl Coco       | Las Palmas        |                      |
| Novembre | Antoine Griezmann  | Atlètic de Madrid | Míchel             | Girona             | Ivan Rakitić    | Sevilla           |                      |
| Desembre | Artem Dòvbik       | Girona            | Ernesto Valverde   | Athletic Club      | Aitor Ruibal    | Reial Betis       |                      |
| Gener    | Kirian Rodríguez   | Las Palmas        | Míchel             | Girona             | Jesús Areso     | Osasuna           |                      |
| Febrer   | Robert Lewandowski | FC Barcelona      | Ernesto Valverde   | Athletic Club      | Vinícius Júnior | Reial Madrid      |                      |
| Març     | Vinícius Júnior    | Reial Madrid      | Marcelino          | Vila-real          | Lamine Yamal    | FC Barcelona      |                      |
| Abril    | Isco Alarcón       | Reial Betis       | Carlo Ancelotti    | Reial Madrid       | João Félix      | FC Barcelona      |                      |

### Premis anuals
| Premi                          | Guanyador       | Club        | Ref.   |
| ------------------------------ | --------------- | ----------- | ------ |
| Jugador de la temporada        | Jude Bellingham | Real Madrid | [ 41 ] |
| Jugador de la temporada sub-23 | Lamine Yamal    | Barcelona   | [ 42 ] |
| Gol de la temporada            | Jesús Areso     | Osasuna     | [ 43 ] |
| Entrenador de la temporada     | Míchel          | Girona      | [ 43 ] |

| Equip de la temporada EA SPORTS | Equip de la temporada EA SPORTS | Equip de la temporada EA SPORTS |
| Pos.                            | Jugador                         | Club                            |
| ------------------------------- | ------------------------------- | ------------------------------- |
| POR                             | Unai Simón                      | Athletic Club                   |
| DEF                             | Antonio Rüdiger                 | Real Madrid                     |
| DEF                             | Ronald Araújo                   | Barcelona                       |
| DEF                             | Dani Carvajal                   | Real Madrid                     |
| DEF                             | Miguel Gutiérrez                | Girona                          |
| MIG                             | Jude Bellingham                 | Real Madrid                     |
| MIG                             | Federico Valverde               | Real Madrid                     |
| MIG                             | Isco                            | Real Betis                      |
| MIG                             | İlkay Gündoğan                  | Barcelona                       |
| MIG                             | Aleix García                    | Girona                          |
| DAV                             | Vinícius Júnior                 | Real Madrid                     |
| DAV                             | Antoine Griezmann               | Atlètic de Madrid               |
| DAV                             | Robert Lewandowski              | Barcelona                       |
| DAV                             | Sávio                           | Girona                          |
| DAV                             | Artem Dòvbik                    | Girona                          |